# Megaselia aneura
Megaselia aneura är en tvåvingeart som beskrevs av Malloch 1935. Megaselia aneura ingår i släktet Megaselia och familjen puckelflugor. Inga underarter finns listade i Catalogue of Life.